# Ketanggi (Suruh)
Ketanggi is een bestuurslaag in het regentschap Semarang van de provincie Midden-Java, Indonesië. Ketanggi telt 1830 inwoners (volkstelling 2010).